# Hanover (Illinois)
Hanover es una villa situada en el condado de Jo Daviess, Illinois, Estados Unidos. Tiene una población estimada, a mediados de 2024, de 828 habitantes.

## Geografía
La localidad está ubicada en las coordenadas 42°15′19″N 90°16′25″O / 42.25528, -90.27361 (42.255192, -90.273636). Según la Oficina del Censo, tiene una superficie de 2.91 km², correspondientes en su totalidad a tierra firme.

## Demografía
Según el censo de 2020, en ese momento había 863 personas residiendo en la localidad. La densidad de población era de 296.56 hab./km². El 88.06% de los habitantes eran blancos, el 1.85% eran afroamericanos, el 0.81% eran amerindios, el 0.46% eran asiáticos, el 2.09% eran de otras razas y el 6.72% eran de una mezcla de razas. Del total de la población, el 5.79% eran hispanos o latinos de cualquier raza.